# Подварпе
Подварпе (пол. Podwarpie) — село в Польщі, у гміні Севеж Бендзинського повіту Сілезького воєводства.
Населення — 646 осіб (2011).
У 1975-1998 роках село належало до Катовицького воєводства.

## Демографія
Демографічна структура станом на 31 березня 2011 року:
|          | Загалом | Допрацездатний вік | Працездатний вік | Постпрацездатний вік |
| -------- | ------- | ------------------ | ---------------- | -------------------- |
| Чоловіки | 319     | 61                 | 224              | 34                   |
| Жінки    | 327     | 55                 | 202              | 70                   |
| Разом    | 646     | 116                | 426              | 104                  |